# Presupuesto de Azerbaiyán
Sistema presupuestario de Azerbaiyán consta del presupuesto estatal de la República de Azerbaiyán, presupuesto de la República Autónoma de Najichevan y presupuestos locales. El presupuesto incluye el plan financiero anuаl. El período anual dura del 1 de enero al 31 de diciembre. 

## Presupuesto estatal
El presupuesto estatal de Azerbaiyán – es el documento financiero principal del país para la recopilación y utilización de los recursos financieros necesarios para la realización de los deberes del Estado y municipios por los órganos ejecutivos adecuados.
El 2 de julio de 2002 fue fimafo el Decreto sobre sistema presupuestario de la República de Azerbaiyán. El decreto sobre el sistema actual fue compementado por última vez el 30 de diciembre de 2016. El decreto prevé el establecimiento de las bases jurídicas, económicas y administrativas del sistema presupuestario, los principios principales del presupuesto estatatal de Azerbaiyán con presupuestos locales y los fondos extrapresupuestarios estatales. Además, el decreto establece las bases de preparación y aprobación del presupuesto, también la realización y control del presupuesto
El proyecto del presupuesto estatal se prepara por el Consejo de los Ministros y se presenta al Presidente de la República de Azerbaiyán. El presidente, en su parte, se lo presenta al Milli Majlis para su examen y aprobación.
El objetivo principal del sistema presupuestario es el mantenimiento de recopilación según el procedimiento establecido en la legislación, la aplicación de los recursos financieros para la realización d los funciones estatales, etc.
Ingresos presupuestarios incluye todos aranceles, impuestos u otros pagos, apotados al presupuesto estatal, presupuesto de la República Autónoma de Najichevan y presupuestos locales según el procedimiento establecido en la legislación.
Gastos presupuestarios – es recursos financieros, que se asignan en consonancia con la clasificación presupuestario del presupuesto estatal, presupuesto de la República Autónoma de Najichevan y presupuestos locales para satisfacer las necesidades, previstos por la legislación.
Déficit presupuestario es el total de los gastos presupuestarios, que no se sufragan por los ingresos.
Superávit presupuetario es el suma de los ingresos presupuestarios superiores a los gastos del presupuesto.
La unidad del sistema presupuestario se basa en la interacción entre los presupuestos a través de la aplicación de los fuentes de ingresos, creación de los fondos presupuestarios, también distribución de los recursos financieros entre los presupuestos de distintos niveles. La misma clasificación presupuestaria, aplicación de los mismos documentos, informes presupuestarios aseguran la coherencia del sistema presupuestario. 
El presupuesto estatal desde 2006 hasta 2018
| 2006 | 3.868.773 mil manat  | 3.790.123 mil manat  | +78.650 mil manat    |
| 2007 | 6 006 601 mil manat  | 6 086 190 mil manat  | -79.589 mil manat    |
| 2008 | 10.762.672 mil manat | 10.774.234 mil manat | -11.562 mil manat    |
| 2009 | 10.325.935 mil manat | 10.503.858 mil manat | -177.923 mil manat   |
| 2010 | 11.403.031 mil manat | 11.765.920 mil manat | -362.889 mil manat   |
| 2011 | 15.700.702 mil manat | 15.397.522 mil manat | +303.180 mil manat   |
| 2012 | 17.038.000 mil manat | 17.672.000 mil manat | -634.000 mil manat   |
| 2013 | 19.159.000 mil manat | 19.850.000 mil manat | -691.000 mil manat   |
| 2014 | 18.384.000 mil manat | 20.063.000 mil manat | -1.679.000 mil manat |
| 2015 | 19.438.000 mil manat | 21.100.000 mil manat | -1.752.000 mil manat |
| 2016 | 14.566.000 mil manat | 16.264.000 mil manat | -1.698.000 mil manat |
| 2017 | 16.255.000 mil manat | 16.900.000 mil manat | -645.000 mil manat   |
| 2018 | 20.127.000 mil manat | 21.047.000 mil manat | -920.000 mil manat   |

## Presupuesto de Najichevan
El sistema presupuestario de la República Autónoma de Najichevan se define de la Constitución de la República de Azeraiyán y de la República Autónoma de Najichevan, la ley sobre el sistema presupuestario, también otros actos legislativos. 
El Consejo de los Miistros de la República Autónoma de Najichevan prepara el presupuesto de la República Autónomo y lo presenta al Mejlis Supremo para su aprobación. La ejecución del presupuesto también se realiza por el Consejo de los Ministros.
El presupuesto proviene de los impuestos y aranceles, que se determinan por el Código Fiscal de la República de Azerbaiyán u otros pagos. Los recursos del presupuesto se utilizan para la realización de los programas sociales y económicas, financiación de las actividades del desarrollo de la región y mejora del bienestar de la población.

## Presupuesto local
Presupuesto local – es los recursos financieros, que se forman y se utilizan en concordancia de estatuto del municipio para la realización de los principios de autonomía, ejecución de los poderes de los municipios, que se establecen por la Constitución y los actos legislativos de la República de Azerbaiyán.
El presupuesto local consta de los presupuestos de las ciudades, administradas por la República, presupuestos de los regiones y municipios. 